# تشارلز والاس (لاعب كرة قدم)
تشارلز ويليام والاس ميدجلي (20 يناير 1885 - 13 ديسمبر 1942) لاعب كرة قدم إنجليزي لعب كمهاجم لنادي برشلونة الإسباني. كان مع شقيقه الأصغر بيرسيفال جزءًا من الفريق الأول العظيم لنادي برشلونة لكرة القدم، والذي سجل معه 105 أهداف في 102 مباراة فقط، على الرغم من أن هذه الحصيلة تتضمن الأهداف المسجلة في المباريات الودية والمباريات غير الرسمية.

## المسيرة الكروية
ولد في لندن، وانتقلت عائلته إلى برشلونة عندما كان لا يزال طفلاً. بدأ مسيرته الكروية في عام 1905 في نادي إنترناسيونال، حيث لعب إلى جانب لاعبين مثل إنريكي بيريس وباكو برو. ساعد النادي في تحقيق المركز الثاني في بطولة كتالونيا 1905-1906، وخسر اللقب أمام نادي إكس سبورتينج. في عام 1906، اضطر النادي إلى تعليق أنشطته بسبب نقص اللاعبين، وبينما انضم معظم اللاعبين المتبقين إلى نادي برشلونة لكرة القدم، ذهب تشارلز بدلاً من ذلك إلى نادي كاتالونيا لكرة القدم، لكنه انضم في النهاية إلى برشلونة أيضًا في عام 1907. في عام 1908، لعب مباراة واحدة مع نادي مدريد على سبيل الإعارة من برشلونة، وهي ممارسة شائعة في ذلك الوقت، حيث كان مسموحًا باستدعاء لاعبين من فرق أخرى. بعد تلك المباراة، واصل اللعب مع برشلونة.
كان تشارلز جزءًا لا يتجزأ من أول فريق عظيم لبرشلونة في أوائل العقد الأول من القرن العشرين، والذي كان يضم أمثال كارليس كومامالا، وألفريدو ماسانا، ومانويل أميتشازورا، وبيبي رودريجيز، بالإضافة إلى زملائه السابقين في نادي إنترناسيونال برو وبيريس. ساعدهم في الفوز ببطولة كتالونيا ثلاث مرات متتالية بين عامي 1909 و1911، بالإضافة إلى كأسي بيرينيه (1910 و1911)، وكأس ملك إسبانيا عام 1910، حيث أثبت أنه حيوي حيث سجل في النهائي الهدف الأول لبرشلونة في فوز العودة 3-2 على إسبانيول دي مدريد.
وانتهى وقته مع النادي عندما وافق العديد من اللاعبين على لعب مباراة ودية ضد نادي فالنسيا لكرة القدم في نهاية عام 1911، والذي عرض رسومًا كبيرة لمشاركتهم، وهو ما وافق عليه العديد من لاعبي برشلونة. لقد ذهبوا إلى أبعد من ذلك، حيث زعموا أن جزءًا من إيرادات شباك التذاكر يمكن التفاوض عليه بشكل مشروع لصالح الأطراف المعنية، وهو ظرف شائع في كرة القدم الاحترافية، ولكن ليس هذا هو الحال في عصر يتميز بالهواة. وتسبب هذا في حدوث انقسام داخل النادي مع المدافعين عن الطابع الهواة لكرة القدم، وعلى رأسهم الرئيس غامبر. وأخيرًا، في اجتماع عقد في أكتوبر، تم طرد اللاعبين المتمردين، بما في ذلك الأخوين تشارلز والاس وبيرسيفال والاس، من النادي. آخرون، مماثلين ومن باب الرفقة مع زملائهم، ولأنهم اعتبروا ذلك غير عادل، غادروا الكيان أيضًا، مثل الأخوين كارلوس كومامالا وأرسينيو كومامالا.
انضموا إلى صفوف نادي ديبورتيفو إسبانيول، وفي نهاية عام 1912 ظهروا كأعضاء في نادي كاجوال سبورت، وهو كيان أسسه المنشقون عن برشلونة، والذي استمروا معه في المنافسة في بطولة كتالونيا من الفئة الأولى. لكن هذه الفترة كانت قصيرة، حيث عاد والاس إلى فريق برشلونة، على الرغم من أنه لم يشارك إلا في عدد قليل من المباريات الودية. وانتهى وقته مع النادي بتسجيل 105 أهداف في 102 مباراة، بما في ذلك المباريات الودية. واختتم مسيرته الكروية في عام 1914 بالمباراة النهائية لبطولة المنطقة المركزية، كما فعل قبل سنوات مع نادي مدريد لكرة القدم.

## إحصائيات

### الأندية
وفي عام 1908 شارك مع مدريد في مباراة ضمن بطولة المنطقة المركزية ضد أتليتيك مدريد، في 23 مارس، على سبيل الإعارة من نادي برشلونة لكرة القدم على أساس متقطع مع خوسيه كيرانتي، وهو أمر شائع في ذلك الوقت عندما تم تعزيز الفرق بلاعبين من فرق أخرى للعب مباريات مرتبطة ببطولة إسبانيا. بعد انتهاء ارتباطه بالنادي الكتالوني، عاد ليشارك في مباراة مع فريق مدريد في البطولة الإقليمية لموسم 1914-1915.
| النادي | الموسم        | -أجل          | اللعبة(1)  | اللعبة(1)  | الكأس(2) | الكأس(2) | الإقليمية(3) | الإقليمية(3) | إجمالي(4) | إجمالي(4) | الوساطة |
| النادي | الموسم        | -أجل          | منافسة     | أهداف      | منافسة   | أهداف    | منافسة       | أهداف        | منافسة    | أهداف     | الوساطة |
| --- | ------------- | ------------- | ---------- | ---------- | -------- | -------- | ------------ | ------------ | --------- | --------- | ------- |
| نادي إنترناسيونال لكرة القدم | 1. (إلى (ج)   | 1905-06       | غير موجودة | غير موجودة | -أجل     | -أجل     | 3            | 1            | 3         | 1         | 0.33    |
| نادي برشلونة | 1. (إلى (ج)   | 1906-07       | غير موجودة | غير موجودة | -أجل     | -أجل     | 3            | -أجل         | 3         | 0         | 0       |
| نادي برشلونة | 1. (إلى (ج)   | 1907-08       | غير موجودة | غير موجودة | -أجل     | -أجل     | 4            | 3            | 4         | 3         | 0.75    |
| ريال مدريد | 1. (إلى (ج)   | 1908          | غير موجودة | غير موجودة | -أجل     | -أجل     | 1            | -أجل         | 1         | 0         | 0       |
| نادي برشلونة | 1. (إلى (ج)   | 1908-09       | غير موجودة | غير موجودة | 1        | 1        | 7            | 7            | 8         | 8         | 1       |
| نادي برشلونة | 1. (إلى (ج)   | 1909-10       | غير موجودة | غير موجودة | 2        | 2        | 8            | 16           | 10        | 18        | 1.80    |
| نادي برشلونة | 1. (إلى (ج)   | 1910-11       | غير موجودة | غير موجودة | 1        | -أجل     | 7            | 5            | 8         | 5         | 0.63    |
| إسبانيول | 1. (إلى (ج)   | 1911-12       | غير موجودة | غير موجودة | -أجل     | -أجل     | 6            | -أجل         | 6         | 0         | 0       |
| نادي كاجوال | 1. (إلى (ج)   | 1912-13       | غير موجودة | غير موجودة | -أجل     | -أجل     | 3            | 2            | 3         | 2         | 0.67    |
| نادي برشلونة | 1. (إلى (ج)   | 1913-14       | غير موجودة | غير موجودة | -أجل     | -أجل     | -أجل         | -أجل         | 0         | 0         | 0       |
| نادي برشلونة | مجموع النادي  | مجموع النادي  | 0          | 0          | 4        | 3        | 26           | 31           | 30        | 34        | 1.13    |
| ريال مدريد | 1. (إلى (ج)   | 1914          | غير موجودة | غير موجودة | -أجل     | -أجل     | 1            | -أجل         | 1         | 0         | 0       |
| ريال مدريد | مجموع النادي  | مجموع النادي  | 0          | 0          | 0        | 0        | 2            | 0            | 2         | 0         | 0       |
| إجمالي السباق | إجمالي السباق | إجمالي السباق | 0          | 0          | 4        | 3        | 43           | 34           | 47        | 37        | 0.79    |
| (1)لم يكن هناك بطولة الدوري (1905-15). نادي واحدإلى الفئة من قبل الاتحاد الكاتالوني (1905-14) والاتحاد المركزي (1908 و1914)...(2)يحتوي على بيانات كأس إسبانيا (1908-11).(3)يضم بيانات عن بطولة كتالونيا (1905-13) ؛ بطولة إقليمية مركز (1908 و1914).(4)لا يحتوي على أهداف في المباريات الصديقة. |               |               |            |            |          |          |              |              |           |           |         |

### بالميريس
ملحوظة: يتم تضمين البطولات التي يكون وضعها الرسمي مشكوكًا فيه بالخط المائل.
| عنوان                | النادي         | السنة |
| -------------------- | -------------- | ----- |
| كأس برانس            | (ف) ج. برشلونة | 1910  |
| كأس برانس            | (ف) ج. برشلونة | 1911  |
|                      |                |       |
| بطولة دوري كاتالونيا | مدريد ف (ج)    | 1908  |
| بطولة دوري كاتالونيا | (ف) ج. برشلونة | 1909  |
| بطولة دوري كاتالونيا | (ف) ج. برشلونة | 1910  |
| كأس الملك (إسبانيا)  | (ف) ج. برشلونة | 1910  |
| بطولة دوري كاتالونيا | (ف) ج. برشلونة | 1911  |
| بطولة دوري كاتالونيا | (د) الإسبانية  | 1912  |

## الأوسمة

### النادي
نادي برشلونة لكرة القدم
- البطولة الكتالونية :
  - الأبطال (3) : 1908–09، 1909–10 و1910–11
- كأس البرانس :
  - الأبطال (2) : 1910 و1911
- كأس ملك إسبانيا :
  - الأبطال (1) : 1910

نادي إسبانيول
- البطولة الكتالونية :
  - الأبطال (1) : 1911–12